# Fougaron
Fougaron település Franciaországban, Haute-Garonne megyében. Lakosainak száma 109 fő (2022. január 1.). Fougaron Buzan, Saint-Jean-du-Castillonnais, Arbas, Herran, Montastruc-de-Salies és Urau községekkel határos.

## Népesség
A település népességének változása:
| Lakosok száma | 93   | 85   | 62   | 91   | 103  | 97   | 95   | 96   | 100  | 109  |
|               | 1968 | 1982 | 1990 | 2006 | 2013 | 2015 | 2017 | 2019 | 2020 | 2022 |